# NGC 4553
NGC 4553 је спирална галаксија у сазвежђу Кентаур која се налази на NGC листи објеката дубоког неба.
Деклинација објекта је - 39° 26' 21" а ректасцензија 12h 36m 7,5s. Привидна величина (магнитуда) објекта NGC 4553 износи 12,3 а фотографска магнитуда 13,2. NGC 4553 је још познат и под ознакама ESO 322-30, MCG -6-28-6, DCL 76, PGC 42018.